# Scotocerca inquieta
Scotocerca inquieta là một loài chim trong họ Cettiidae. Chúng có thể tìm thấy ở nhiều quốc gia gồm Afghanistan, Algeri, Ai Cập, Ấn Độ, Iran, Israel, Jordan, Kazakhstan, Liban, Libya, Mauritani, Maroc, Oman, Pakistan, Palestine, Nga, Ả Rập Xê Út, Syria, Tajikistan, Tunisia, Turkmenistan, Các Tiểu vương quốc Ả Rập Thống nhất, Uzbekistan, và Yemen.

## Phân loài
- Scotocerca inquieta buryi Ogilvie-Grant, 1902
- Scotocerca inquieta grisea Bates, 1936
- Scotocerca inquieta inquieta (Cretzschmar, 1830)
- Scotocerca inquieta montana Stepanyan, 1970
- Scotocerca inquieta platyura (Severtsov, 1873)
- Scotocerca inquieta saharae (Loche, 1858)
- Scotocerca inquieta striata (W.E. Brooks, 1872)
- Scotocerca inquieta theresae R. Meinertzhagen, 1939

## Tham khảo

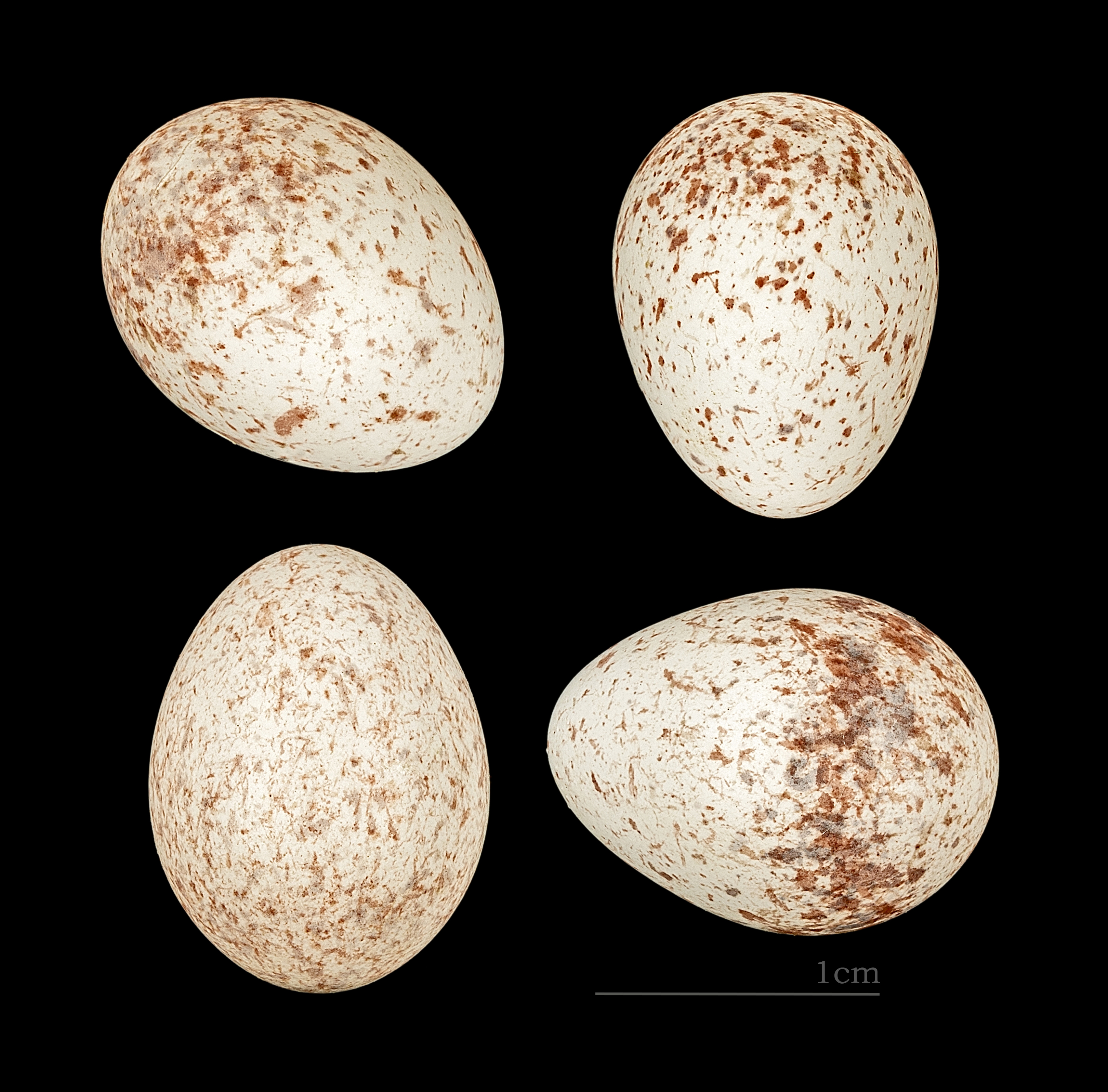
Trứng chim Scotocerca inquieta saharae